# Karmiel (nádraží)
Karmiel (hebrejsky תחנת הרכבת כרמיאל, Tachanat ha-rakevet Karmi'el) je železniční stanice na železniční trati Akko–Karmiel v severním Izraeli.

## Poloha
Leží v severní části Izraele v údolí v hornaté části Galileje, v nadmořské výšce cca 250 metrů. Je situována na severní okraj města Karmiel poblíž dálnice číslo 85.

## Historie
Rozpočet na výstavbu stanice byl původně odhadován na 127 milionů šekelů. Dokončení se předpokládalo v říjnu 2016. Terminál sestává z vlastního objektu staniční budovy, dále z dvoupatrového parkoviště s parkováním pro více než 700 vozů a přístupové cesty. V sousedství se nachází terminál autobusových linek. Provoz na nové železniční trati byl zahájen 20. září 2017.